# Tangipahoa Tourism $25,000 Women'S Pro Classic 2011
Il Tangipahoa Tourism $25,000 Women'S Pro Classic 2011 è stato un torneo di tennis facente parte della categoria ITF Women's Circuit nell'ambito dell'ITF Women's Circuit 2011. Il torneo si è giocato a Hammond negli Stati Uniti d'America dal 28 febbraio al 6 marzo 2011 su campi in cemento e aveva un montepremi di $25 000.

## Vincitori

### Singolare
Madison Brengle ha battuto in finale  Stéphanie Foretz con il punteggio di 6–3, 6–3

### Doppio
Julie Ditty /  Christina Fusano hanno battuto in finale  Mervana Jugić-Salkić /  Melanie South con il punteggio di 6–3, 6–3